# Xu Xiaoling
Xu Xiaoling (* 13. Mai 1992) ist eine chinesische Weitspringerin.

## Sportliche Laufbahn
Erste internationale Erfahrungen sammelte Xu Xiaoling bei den Asienmeisterschaften 2015 in Wuhan, bei denen sie mit 6,46 m die Bronzemedaille gewann. Drei Jahre darauf nahm sie erstmals an den Asienspielen in der indonesischen Hauptstadt Jakarta teil und gewann dort mit 6,50 m die Bronzemedaille hinter der Vietnamesin Bùi Thị Thu Thảo und Neena Varakil aus Indien.
2012, 2015 und 2018 wurde Xu chinesische Meisterin im Weitsprung. Sie ist Absolventin der Henan University.

## Persönliche Bestleistungen
- Weitsprung: 6,64 m (+0,2 m/s), 15. Juni 2018 in Guiyang
  - Weitsprung (Halle): 6,66 m, 28. Februar 2016 in Nanjing